# 4990 Trombka
4990 Trombka este un asteroid din centura principală, descoperit pe 2 martie 1981 de Schelte Bus.